# Hjalmar Schmidt
Karl Hjalmar Schmidt, född den 29 mars 1869 i Fryksände församling, Värmlands län, död den 1 november 1960 i Stockholm, var en svensk militär och företagsledare.
Schmidt blev underlöjtnant vid Vendes artilleriregemente 1890, löjtnant där 1894 och kapten 1904. Han var elev vid Kungliga tekniska högskolans kemiska avdelning 1895–1896, kontrollofficer vid Torsebro krutbruk 1900–1902, vid Åkers styckebruk 1904–1905, arbetsofficer vid Åkers krutbruk 1902–1904 och styresman där 1905–1919. Schmidt befordrades till major i armén 1914 och till överstelöjtnant i armén 1918. Schmidt var disponent vid Månsbo 1919–1923. Han invaldes som ledamot av Krigsvetenskapsakademien 1915. Schmidt blev riddare av Svärdsorden 1911, av Vasaorden 1912 och av Nordstjärneorden 1926.